# Pseudobothrideres conradsi
Pseudobothrideres conradsi is een keversoort uit de familie knotshoutkevers (Bothrideridae). De wetenschappelijke naam van de soort werd in 1959 gepubliceerd door Pope.